# Avorio vegetale

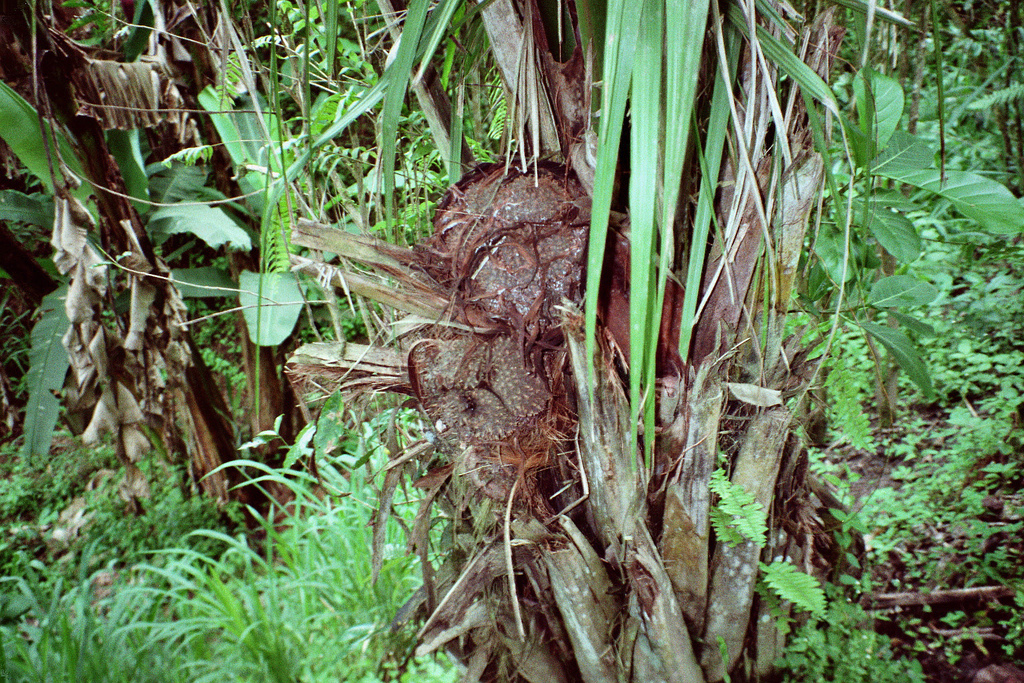
I frutti

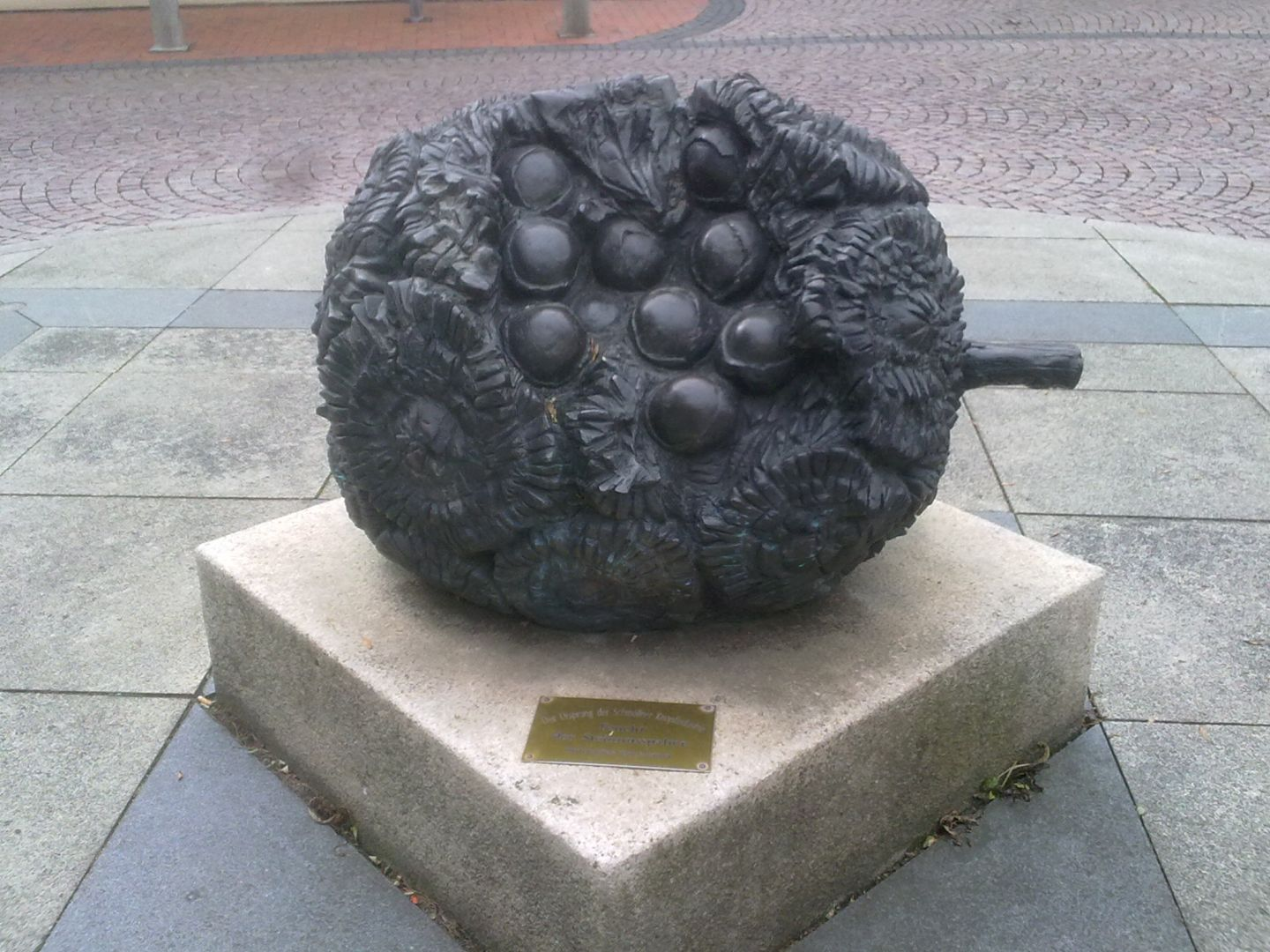
Scultura al museo del bottone (Knopfmuseum) in Schmölln, Germania

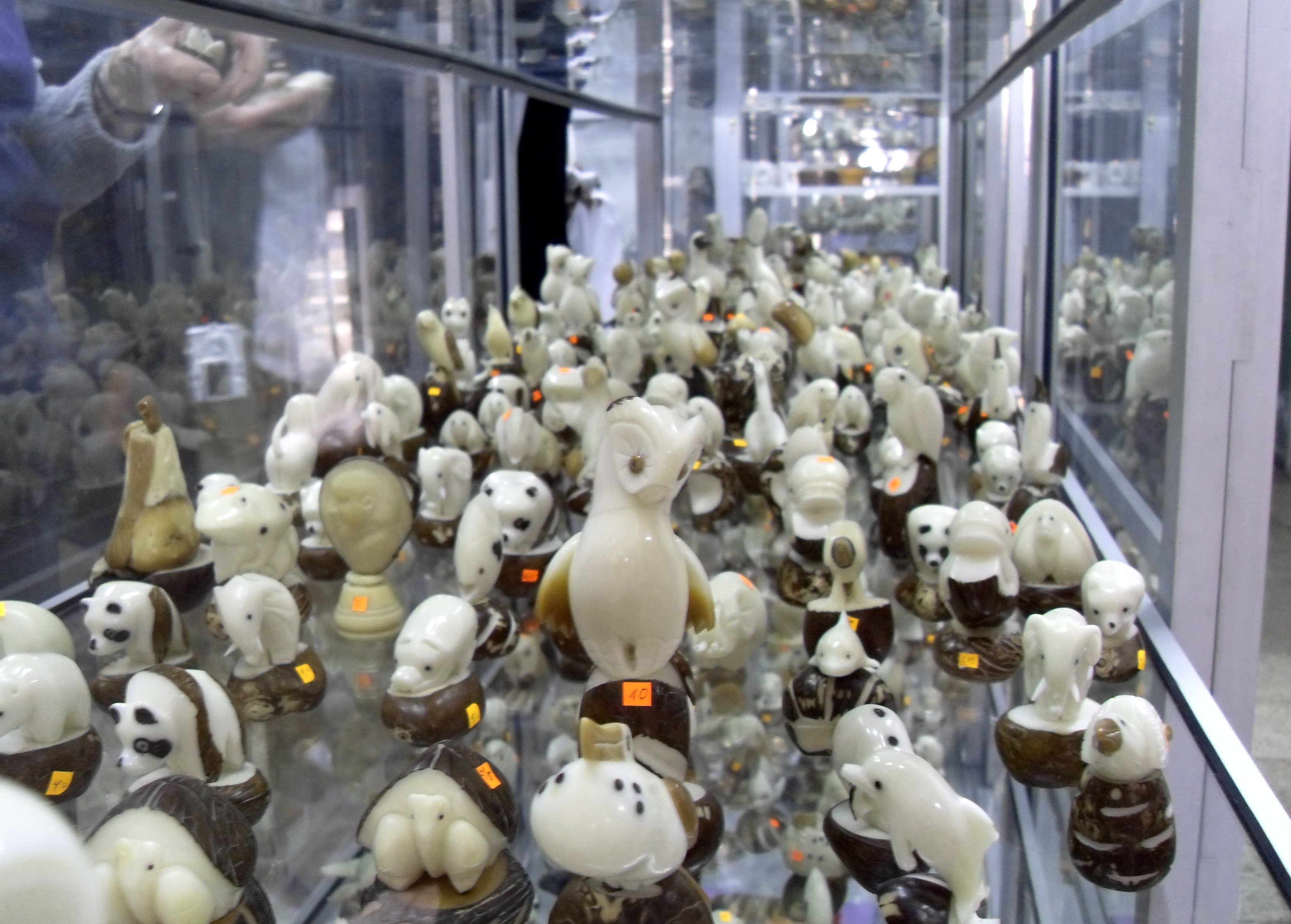
Sculture in avorio vegetale a Riobamba, in Ecuador

L'avorio vegetale, conosciuto anche come corozo o tagua, è un materiale ricavato dai semi di una palma, la Phytelephas macrocarpa che cresce nella foresta pluviale del Sud America. Il frutto (di cui si utilizza l'endosperma) una volta essiccato ha consistenza, colore e aspetto molto simile all'avorio animale e può essere facilmente lavorato e tinto.
Viene utilizzato per la preparazione di: mosaici, pavimenti, rivestimenti, bottoni, perline, gioielli, pulsanti e particolari di strumenti musicali come le cornamuse. Un tempo sostituto economico dell'avorio, dopo la messa al bando della caccia agli elefanti ha ritrovato una sua importanza economica ed ecologica.

## Caratteristiche
Il nome corozo viene indicato per indicare i frutti di una specie di palma detta Phytelephas macrocarpa o di Hyphaene thebaica.  I frutti della prima specie possono raggiungere i 60 cm ed il peso può raggiungere i 12 kg. Ogni seme è suddiviso in sei-sette parti. Ognuna di queste parti racchiudono delle celle. Ogni cella può contenere 6-9 semi dalla grandezza di un uovo di piccione. I semi freschi appena formati contengono un liquido incolore che in seguito alla maturazione diventa lattiginoso per l'aumento della emicellulosa.
A prima vista i semi di questa pianta sembrano avere una struttura uniforme ma un accurato esame con una lente d'ingrandimento mostra dei canaletti paralleli colmati da un materiale più vitreo che conferisce a questi semi porosità che consente loro di essere tinti.
I frutti della seconda specie sono costituiti da un solo seme costituito da emicellulosa. Il seme al suo centro ha una cavità che ne limita l'uso ed ha caratteristiche simili al corozo vero e proprio (ossia i semi della Phytelephas macrocarpa).
Il colore del corozo è simile all'avorio animale, con cui presenta altre similitudini:
- durezza (2,5 della scala di Mohs)[2];
- l'assenza di sfaldatura;
- la lucentezza cerea;

tuttavia i due tipi di avorio differiscono mediante:
- la frattura che per l'avorio animale è scheggiosa, per il corozo è irregolare;
- la fluorescenza che per l'avorio animale è bianco-azzurra o giallastra, per il corozo è bianco-bluastra;
- la densità è maggiore per l'avorio animale (1,70-1,95 g/cm³ dell'avorio animale contro gli 1,40 g/cm³ del corozo).

Il materiale che caratterizza il corozo, essendo composto da cellulosa, in presenza di fuoco è soggetto a bruciare e carbonizza assai velocemente.

## Utilizzi
Insieme alla madreperla il corozo è utilizzato per fabbricare i bottoni, tuttavia il modesto valore del corozo stesso ancora non fa registrare l'utilizzo dell'avorio vegetale come imitazione dell'avorio animale.